# Gobierno de San Francisco

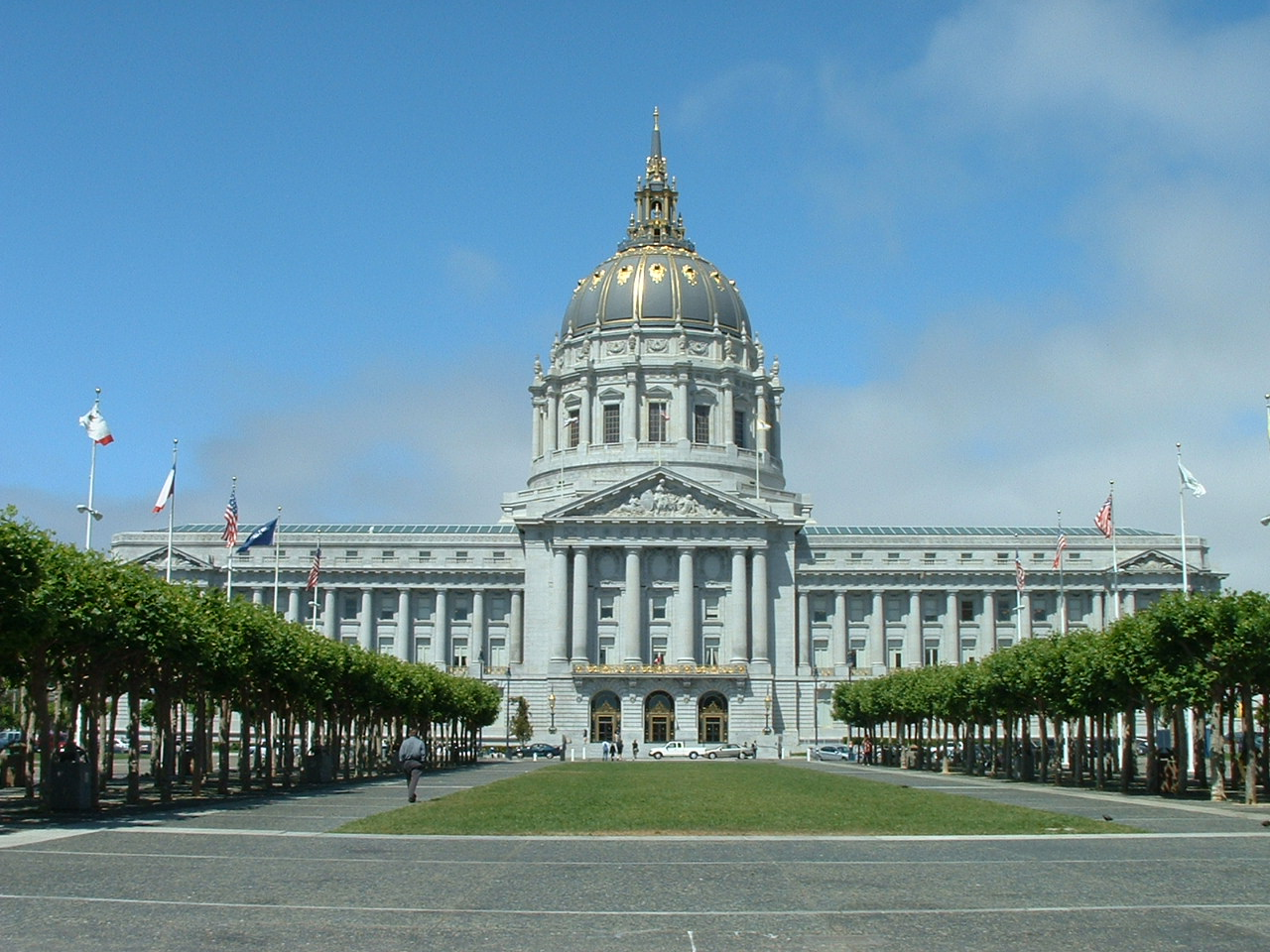
Ayuntamiento de San Francisco.

San Francisco, California, es una ciudad-condado, estatus que ha tenido desde 1856. Es la única de ese tipo en California. El alcalde es también el ejecutivo del condado y la Junta de Supervisores del condado actúa como el Ayuntamiento. Debido a su situación especial, ejerce jurisdicción sobre los bienes que se encuentran fuera de los límites de la ciudad-condado. El Aeropuerto Internacional de San Francisco, aunque está situado en San Mateo, pertenece y es operado por la Ciudad y Condado de San Francisco. A San Francisco también se le concedió un arrendamiento perpetuo sobre el Valle Hetch Hetchy y la cuenca en el Parque nacional de Yosemite por la Ley Raker en 1913.
En virtud a la Carta Constitutiva de la Ciudad, el gobierno de San Francisco está constituido por dos co-igualdad de sucursales. El poder ejecutivo está encabezado por el alcalde y otros funcionarios elegidos y asignados por la ciudad, y la administración pública. Los 11 miembros de la Junta de Supervisores, el poder legislativo, está encabezada por un Presidente y es responsable de aprobar las leyes y los presupuestos, aunque San Francisco también hace uso de votación directa de iniciativas para pasar una legislación. Los miembros de la Junta de Supervisores del Condado son elegidos como representantes de distritos específicos dentro de la ciudad. 	
Si el alcalde muere o renuncia, el presidente de la Junta de Supervisores asume el cargo, como Dianne Feinstein hizo tras el asesinato de George Moscone en 1978. El presupuesto municipal en 2006 fue superior a los $5 mil millones.
El gobierno federal utiliza San Francisco como el centro regional para muchas ramas de la burocracia federal, incluida la Corte de Apelaciones de los Estados Unidos del noveno circuito, el Banco de la Reserva Federal, y la Casa de Moneda de los Estados Unidos. Hasta el desmantelamiento a principios de 1990, la ciudad tenía tres importantes instalaciones militares - el  Presidio, Treasure Island, y Astillero naval de San Francisco Punta Hunters - El legado aún se refleja en la celebración anual de la Flota Semanal. El Estado de California usa a San Francisco como la casa el estado de Corte Suprema de Justicia y otras agencias estatales. Los gobiernos extranjeros han situado más de treinta consulados en San Francisco.

## Gobierno actual

### Ejecutivos
- Alcalde:

#### Oficinas en el marco del Alcalde
- Oficina del Alcalde de la Economía y Desarrollo de Fuerza Laboral
- Oficina del Alcalde de Comercio
- Oficina del Alcalde de Desarrollo de la Comunidad (MOCD)
- Oficina del Alcalde de Justicia Penal (MOCJ)
- Oficina del Alcalde de Discapacitados
- Oficina del Alcalde de Educación
- Comisión de Entretenimiento
- Comisión de Filmación
- Oficina del Alcalde de Vivienda (MOH)
- Oficina del Alcalde de Servicios del Vecindario
- Oficina del Alcalde de Hacienda Pública
- Comisión de Pequeñas empresas

#### Otras agencias municipales
- Departamento de Inspección de construcción
- Departamento de Elecciones
- Departamento de Recursos Humanos
- Departamento de Salud Pública
- Departamento de Trabajos Públicos
- Departamento de Recreación y Parques
- Agencia Municipal de Transporte
  - Departamento de Estacionamiento y Tráfico
  - Ferrocarril Municipal de San Francisco
- Oficina del Asesor Municipal bueno pues ya lo sabes
- Oficina del Abogado Municipal
- Oficina del Controlador Municipal
- Oficina del Actuario del Condado
- Oficina del Tesorero y Recaudador
- Junta de alquiler
- Comisión de Artes de San Francisco
- Cuerpo de Bomberos de San Francisco
- Departamento de Policía de San Francisco
- Comisión de Utilidades Públicas de San Francisco
- Departamento del Sheriff de San Francisco
- Distrito Escolar Unificado de San Francisco

### Junta de Supervisores
- Eric Mar, Distrito 1 (Richmond)
- Michela Alioto-Pier, Distrito 2 (Marina/Pacific Heights/Presidio)
- David Chiu, Distrito 3 (Chinatown/North Beach/Nob Hill) (current president)
- Carmen Chu, Distrito 4 (Sunset)
- Ross Mirkarimi, Distrito 5 (Haight/Western Addition/Inner Sunset)
- Chris Daly, Distrito 6 (Tenderloin/South of Market)
- Sean Elsbernd, Distrito 7 (Twin Peaks/Forest Hill/West Portal)
- Bevan Dufty, Distrito 8 (Castro/Noe Valley)
- Davis Campos, Distrito 9 (Mission/Bernal Heights)
- Sophie Maxwell, Distrito 10 (Portrero Hill/Hunter's Point/Visitación Valley)
- John Ávalos, Distrito 11 (Excelsior/Ingleside)